# Benjamin Karl
Benjamin Karl (n. 16 octombrie 1985, St. Pölten, Austria Inferioară, Austria) este un sportiv ce a reprezentat Austria, medaliat olimpic. A participat la 2 ediții ale Jocurilor Olimpice (2010, 2014) în care a câștigat o medalie de argint și o medalie de bronz.